# The Sails of Charon
«The Sails of Charon» es una canción de la banda alemana de hard rock y heavy metal Scorpions, incluida como la pista seis del álbum Taken by Force de 1977. Escrita por el guitarrista Uli Jon Roth, su música está basada en los trabajos del compositor ruso Piotr Ilich Chaikovski, y presenta un toque de flamenco y elementos que evocan el Oriente Medio. En cuanto a su letra, tuvo inspiración de una pintura de Miguel Ángel en la Capilla Sixtina y relata la historia de Caronte, el barquero de Hades. A diferencia de sus demás composiciones, Roth usó un equipo más sencillo para su grabación, integrado solo por su guitarra Fender Stratocaster, un amplificador Marshall half-stack y un pedal de efectos wah-wah Vox Cry Baby.
Considerada como una canción de heavy metal y metal neoclásico, recibió críticas favorables por parte de la prensa especializada, que destacó la técnica de Roth, su ambiente y, sobre todo, el solo de guitarra. Este último ha tenido un gran impacto en los posteriores guitarristas, como Kirk Hammett, Scott Ian y Dave Mustaine, quienes lo han citado como uno de los mejores de Roth y una inspiración para ellos. Asimismo, es visto como uno de los mejores ejemplos de la técnica shred. A pesar de aquello, y aunque ha sido versionada por diferentes artistas de metal, Scorpions nunca la tocó en vivo.

## Antecedentes

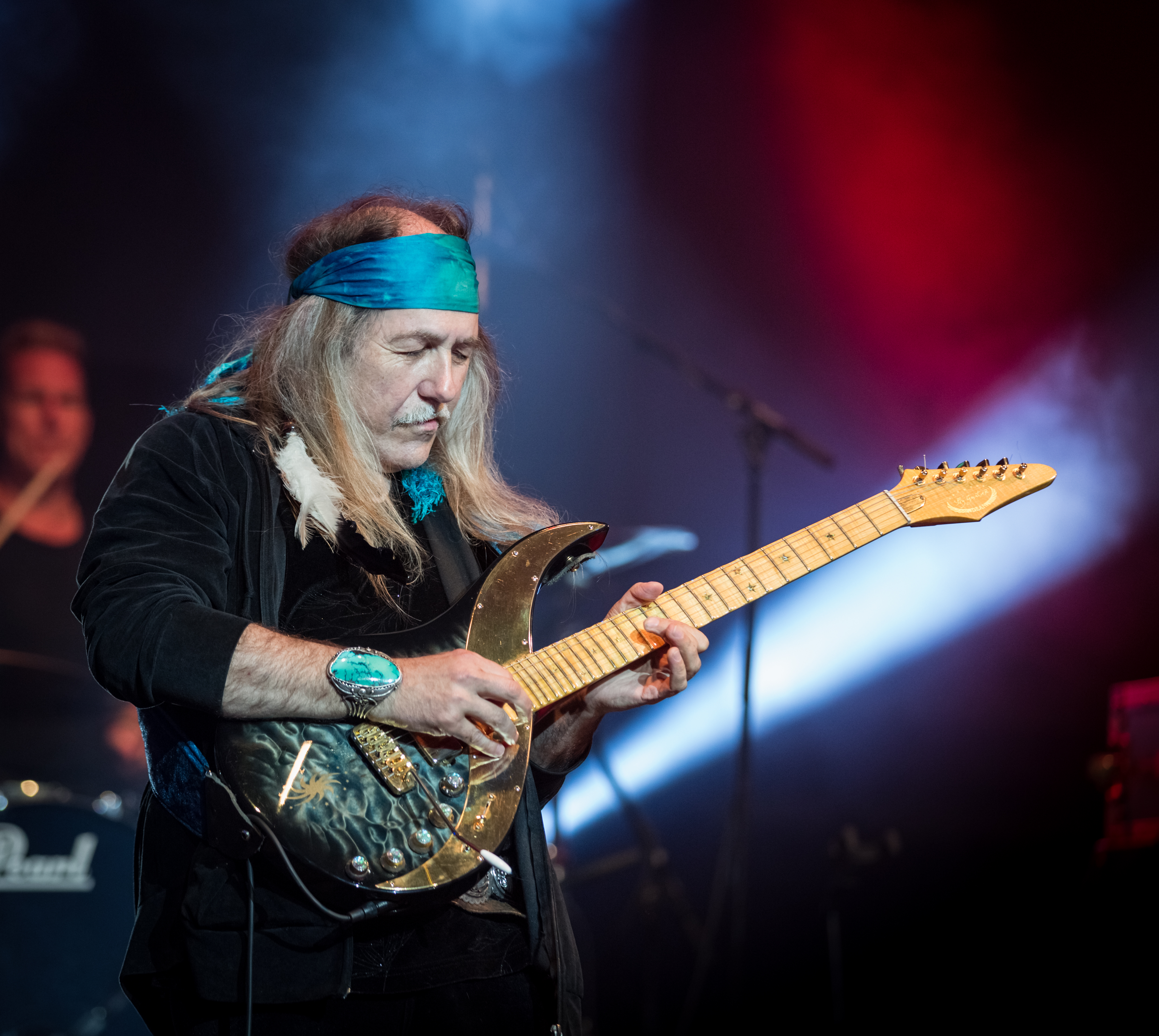
Uli Jon Roth, compositor de la canción

En 1973 Michael Schenker dejó la banda para unirse a UFO, así que Rudolf Schenker recurrió a Uli Jon Roth para que los ayudara con las presentaciones restantes de la gira promocional de Lonesome Crow. Al poco tiempo, Scorpions se separó y Schenker participó de los ensayos de la banda de Roth, Dawn Road; como no tenían vocalista él convenció a Klaus Meine para que se les uniera. A pesar de tener más músicos de Dawn Road que de Scorpions, optaron por seguir usando este último nombre. Roth compuso su primera canción, «Drifting Sun», para el disco Fly to the Rainbow (1974) y presentaba elementos que recuerdan a The Jimi Hendrix Experience y Cream. En las siguientes producciones, In Trance (1975) y Virgin Killer (1976), tuvo una mayor participación en el proceso de composición, cuyas canciones tenían una reminiscencia a la técnica de Jimi Hendrix con un enfoque místico, blusero y hippie. En 1977, antes de comenzar la grabación de Taken by Force, Roth ya había tomado la decisión de dejar la banda para iniciar una carrera solista. Es por esa razón que no puso su mejor esfuerzo en el álbum y las únicas excepciones, en que «hizo lo mejor que pudo», fue en «The Sails of Charon» y «We'll Burn the Sky».

## Composición
Uli Jon Roth escribió «The Sails of Charon» en su apartamento cuando residía en Langenhagen (Alemania) y, según recuerda, primero compuso el solo de guitarra de la introducción, luego la letra «de una sentada» y al final el solo de la parte media. Considerada como una canción de heavy metal y de metal neoclásico, posee una «atmósfera oscura, agresiva y enrevesada». Musicalmente, la ideó basándose en los trabajos del compositor ruso Piotr Ilich Chaikovski y presenta un toque de flamenco y elementos que evocan el Oriente Medio. Las influencias de la música clásica se ven notoriamente en su introducción, en la técnica utilizada, en los arpegios y en el fraseo, según el escritor francés Guillaume Gaguet.
Inspirado por una pintura de Miguel Ángel en la Capilla Sixtina, su letra relata la historia del personaje de la mitología griega Caronte, el barquero de Hades. Roth indicó que su letra es anti magia negra,, aunque gracias a su atmósfera mística «evocan una figura oscura y malvada y realzan el aura de la canción», según Gaguet. De acuerdo con la partitura publicada en Musicnotes por Alfred Publishing Co. Inc, el tema está compuesto en la tonalidad de si menor con un tempo moderadamente rápido de 111 pulsaciones por minuto. Por su parte, el rango vocal de Klaus Meine se extiende desde la nota mi4 a mi6 en el índice acústico científico.

## Grabación y publicación

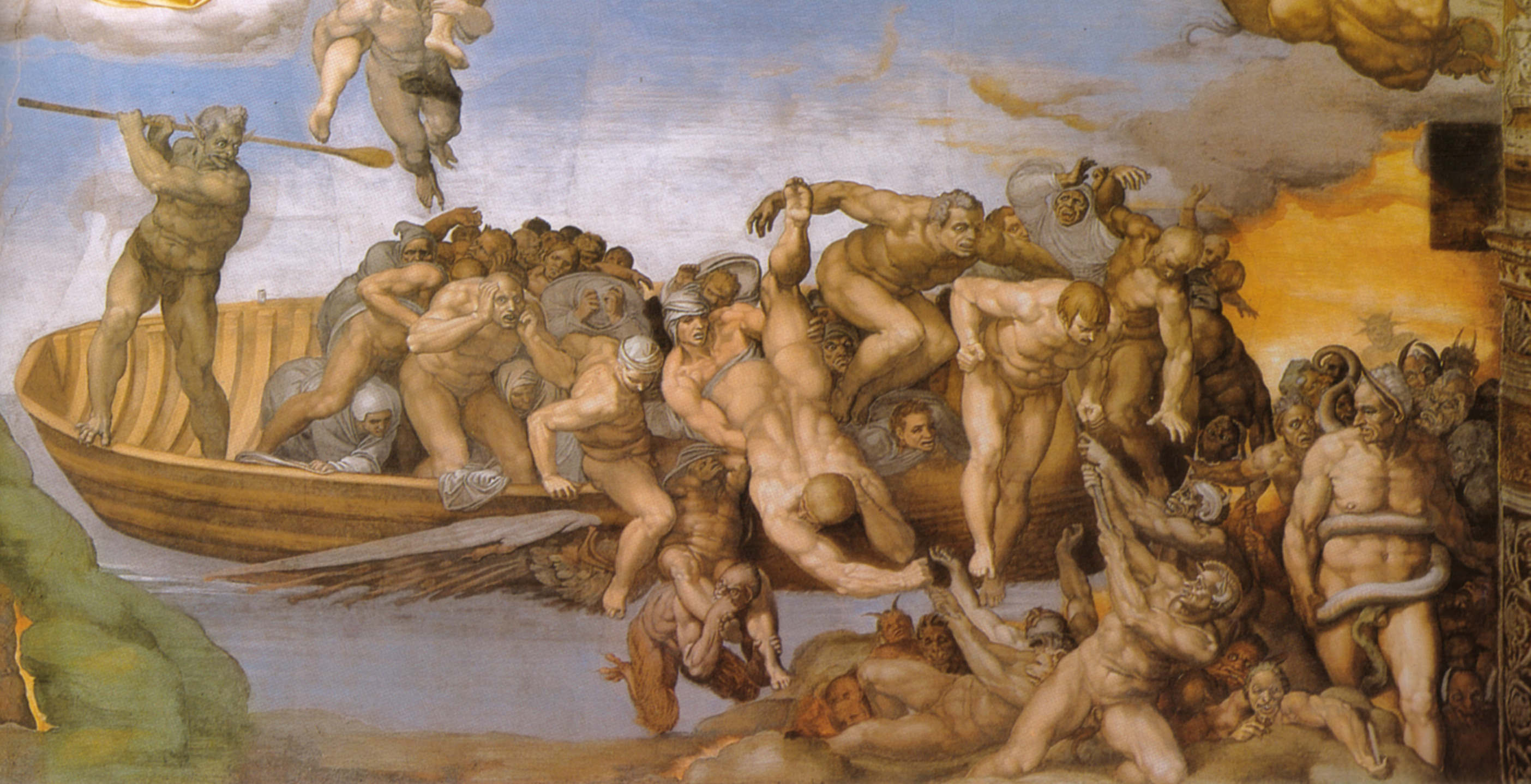
Caronte en su barcaza en el mural de El Juicio Final de la Capilla Sixtina, creada por Miguel Ángel

Al igual que las demás canciones del álbum Taken by Force, su grabación se llevó a cabo entre junio y octubre de 1977 en los estudios Dierks de Colonia. A diferencia de sus demás composiciones, Roth utilizó un equipo más sencillo integrado solo por su guitarra Fender Stratocaster, un amplificador Marshall half-stack y un pedal de efectos wah-wah Vox Cry Baby. Decidió no utilizar mucha ganancia y prefirió subir el volumen para mejorar la envolvencia acústica mientras «mantenía un tono orgánico y dinámico generado por la pastilla del puente de su guitarra». Por su parte, las partes rítmicas las tocó con la pastilla del mástil, mientras que el pedal wah-wah lo usó en los solos. En el minuto 3:55 en la versión original o en el 3:05 en la editada, figura un efecto de tono ascendente similar a un sintetizador, que probablemente se realizó durante la mezcla con un pedal MXR Pitch Transposer. Chris Gill, de la revista Guitar World, sugiere que en esta canción no empleó el efecto de guitarra Roland AP-7 Jet Phaser que sí utilizó en los solos de las demás canciones del álbum: «We'll Burn the Sky», «I've Got to Be Free» y «Your Light». Por otro lado, Roth también ha mencionado que él tocó el bajo y no Francis Buchholz.
«The Sails of Charon» figuró como la quinta pista del álbum Taken by Force, publicado el 4 de diciembre de 1977 por RCA Records. Solo en Japón, el sello decidió publicarlo como sencillo promocional para las estaciones de radio, con «Steamrock Fever» como lado B. Esta incluía una versión editada, que excluía la introducción «ambiental oscura» creada por sintetizadores. Cabe señalar que Scorpions nunca la tocó en vivo; eso si, existe una versión playback interpretada en 1978 en el programa Musikladen de la televisión alemana, que posteriormente Scorpions publicó en su página oficial de Youtube.

## Comentarios de la crítica
«The Sails of Charon» ha recibido críticas favorables por parte de la prensa especializada. El autor francés Guillarme Gaguet señaló que es «conciso y potente, lleno de ideas, constituye uno de los mejores momentos del álbum». Chris Gill de Guitar World indicó que «inspirado en Hendrix pero bailando al ritmo de su propio tambor, Roth creó una plantilla proto-shred con este clásico estándar del rock». Además, la nombró uno de los cuatro pilares de esa técnica, junto a «Race with Devil» de Al Di Meola, la versión en vivo de «Rock Bottom» de Michael Schenker y «Eruption» de Eddie Van Halen. Gill destaca que esta era la menos conocida de las cuatro, puesto que Scorpions para entonces no llegaba aún a las radios de los Estados Unidos, pero gracias a los guitarristas que la descubrieron «se ha ganado el lugar que le corresponde como un clásico de shred muy influyente». Eduardo Rivadavia, en su reseña a Taken by Force para Ultimate Classic Rock, comentó que «muestra la genialidad de Uli Jon Roth».
Joe Divita de Loudwire mencionó que contrarresta los momentos más duros del disco con una «interpretación principal brillante, con infusión psicodélica, saturada de melodías hermosas y vibrantes y momentos trituradores». A su vez, la consideró como una de las canciones más subestimadas en el catálogo de la banda. El crítico canadiense Martin Popoff la nombró un «placer exótico», «ampliamente considerada la mejor canción» de Scorpions (...) gracias a su «corte épico» (...) similar a "Kashmir" de Led Zeppelin o a "Stargazer" o "Gates of Babylon" de Rainbow». Asimismo, ha sido incluida en el libro Las 7500 canciones más importantes de 1944-2000 de Bruce Pollock y en la lista de los 200 himnos reales del heavy metal y el rock clásico que debes escuchar antes de morir de la revista brasileña Roadie Crew.

## Legado
Rudolf Schenker señaló que esta canción representó la nueva identidad de Roth y lo ve como el primer paso de lo que sería su carrera con Electric Sun. También destacó que su «ambiente lo alejan [a Roth] de la influencia de Hendrix» y «todo encaja maravillosamente [composición y melodías] y contribuye a dejar una impresión duradera en las personas que la escuchan. Es una canción que ha influido a muchos artistas, de eso estoy seguro». En el libro German Metal Machine: Scorpions in the '70s de Greg Prato, más de una decena de músicos, entre ellos guitarristas, bateristas y vocalistas, lo destacaron como el solo más grande en la era de Roth con la banda. K.K. Downing de Judas Priest, por ejemplo, mencionó: «Si hay un tipo que podría hacer lo que Yngwie Malmsteen hace, antes de que él lo hiciera, habría sido Uli».
Dave Mustaine de Megadeth indicó que posee un increíble shred con un enfoque de violinista clásico y señaló que «es la que me allanó el camino con la guitarra solista». Scott Ian de Anthrax lo nombró su solo favorito y el más perfecto que ha escuchado, porque «(..) es súper limpio, es súper melódico, cuenta una historia y es algo que si practicara por el resto de mi vida, nunca podría tocar». Kirk Hammett lo citó como uno de los cinco solos que cambiaron su vida y usualmente lo interpreta sin acompañamiento en los conciertos de Metallica. Él mencionó que en el minuto 3:45 del tema «Battery» del disco Master of Puppets (1986) hay un corte descendente similar al de «The Sails of Charon». Jon Oliva de Savatage nombró a Taken by Force como uno de sus álbumes favoritos y sobre la canción dijo: «es una de las mejores canciones de hard rock que se haya grabado o escrito».
Por su parte, ha sido versionada por otros artistas, por ejemplo, en 1996 Yngwie Malmsteen la grabó para su disco Inspiration. Al año siguiente la banda Testament la versionó para el recopilatorio Signs of Chaos: The Best of Testament. En 2013, la banda brasileña Angra la tocó en vivo con la compañía de Roth y con Rafael Bittencourt en la voz, cuya presentación quedó registrada en el DVD Angels Cry - 20th Anniversary Tour. Por su parte, en 2015, Uli Jon Roth grabó una nueva versión para su disco Scorpions Revisited; con una duración que bordea los nueve minutos, presenta algunos arreglos orquestales extras.